# Polillo
Polillo (Bayan ng Polillo) är en kommun i Filippinerna. Kommunen ligger på ön Luzon, och tillhör provinsen Quezon. Folkmängden uppgår till 24 105 invånare.

## Barangayer
Polillo är indelat i 20 barangayer.
| - Anawan - Atulayan - Balesin - Bañadero - Binibitinan - Bislian - Bucao - Canicanian - Kalubakis - Languyin | - Libjo - Pamatdan - Pilion - Pinaglubayan - Poblacion - Sabang - Salipsip - Sibulan - Taluong - Tamulaya-Anibong |